# Paul Pascal
Paul Victor Henri Pascal (Saint-Pol-sur-Ternoise, 4 de julho de 1880 — Caen, 26 de janeiro de 1968) foi um químico, mineralogista e metalurgista francês.
Pascal graduou-se em física na Escola Normal Superior de Paris em 1905. Lecionou em um ginásio em Douai e casou nesta época. Em 1908 foi professor de ciências em Lille (na posterior Université Lille Nord de France), onde trabalhou com magnetoquímica. Obteve o doutorado (Doctorat en Science) em 1909 com tema sobre complexos organometálicos. Sua carreira acadêmica foi interrompida pela Primeira Guerra Mundial, durante a qual ele produziu substâncias militares como pólvora e explosivos. Em 1919 sucedeu Alphonse Buisine (1856–1918) como professor de química aplicada e diretor da École nationale supérieure de chimie de Lille. Lecionou metalurgia no Institut industriel du Nord (École Centrale de Lille) e a partir de 1927 na École Centrale Paris. De 1929 a 1938 foi professor de química geral e química dos metais e minerais (Chimie minérale) na Faculté des sciences de Paris.
Pascal interessou-se pela química de complexos do fosfato com aplicações industriais e militares. Foi pioneiro da magnetoquímica, sendo que no diamagnetismo as constantes de Pascal levam seu nome.
Em 1966 recebeu a Medalha de Ouro CNRS. Em  Bordeaux um centro de pesquisas do Centre National de la Recherche Scientifique (CNRS) foi batizado com seu nome. Em 1945 tornou-se membro da Académie des Sciences. Foi comandante da Legião de Honra.

## Obras
- Synthèses et catalyses industrielles, fabrications minérales: leçons professées à la Faculté des sciences de Lille, Paris, J. Hermann, 1924, 2ª Edição 1930
- Métallurgie et sidérurgie: Leçons professées à la faculté des sciences de Lille et à l'Institut industriel du Nord, Paris, J. Hermann, coll. Institut industriel du Nord, 1920-1921
- Chimie générale, 4 volumes, Masson 1949-1952
- Notions élémentaires de Chimie générale, Masson 1953
- Co-autor e editor Nouveau traité de chimie minérale, 31 volumes, Paris, Masson, a partir de 1956 (Nova edição de Traité de Chimie minérale, Masson 1931-1934), de Pascal é o volume 20 Alliages métaliques
- Póstumo por A. Pacault e G. Pannetier: Compléments au Nouveau traité de chimie minérale. Masson, Paris, 1974